# Elwira Seroczyńska
Elwira Seroczyńska (Potapowicz) (Vilnius, 1º maggio 1931 – Londra, 24 dicembre 2004) è stata una pattinatrice di velocità su ghiaccio polacca.

## Palmarès

### Olimpiadi invernali
- Argento a Squaw Valley 1960 nei 1500 metri.